# 布拉德·吉尔伯特
布拉德·吉尔伯特（英語：Brad Gilbert，1961年8月9日—），美国加州前男子网球运动员、网球教练、网球评论员和ESPN分析师，生于奥克兰，现居马里布。在他的职业生涯中，他赢得了20个单打冠军，并在1990年达到职业生涯最高的单打世界排名第4位，双打排名最高世界第18位。他曾代表美国参加1988年夏季奥林匹克运动会网球比赛，获得一枚铜牌。他也曾参加1981年马卡比运动会。
自从职业巡回赛退役以来，他执教过几位顶级球员，其中最著名的是安德烈·阿加西，他在吉尔伯特的指导下赢得了八个大满贯冠军中的六个。他执教过的其他球员包括安迪·罗迪克、安迪·穆雷和锦织圭。他目前担任可可·高夫的教练。